# Amadori (azienda)
Il Gruppo Amadori è un gruppo agroalimentare italiano situato a San Vittore di Cesena. Oggi è una delle maggiori aziende Italiane del settore; specialista nel comparto avicolo sta estendendo la propria offerta a tutto il campo delle proteine: bianche, rosa e verdi. Amadori gestisce direttamente l'intera filiera integrata, ed è presente sul territorio nazionale con 5 incubatoi, 4 mangimifici e uno in conto lavorazione, 6 stabilimenti di trasformazione alimentare (a Cesena, Mosciano Sant'Angelo, Santa Sofia, Cazzago San Martino, Isola Vicentina e Santena), 16 tra filiali e agenzie, 3 piattaforme logistiche primarie, circa 800 allevamenti e più di 9.300 collaboratori.

## Storia

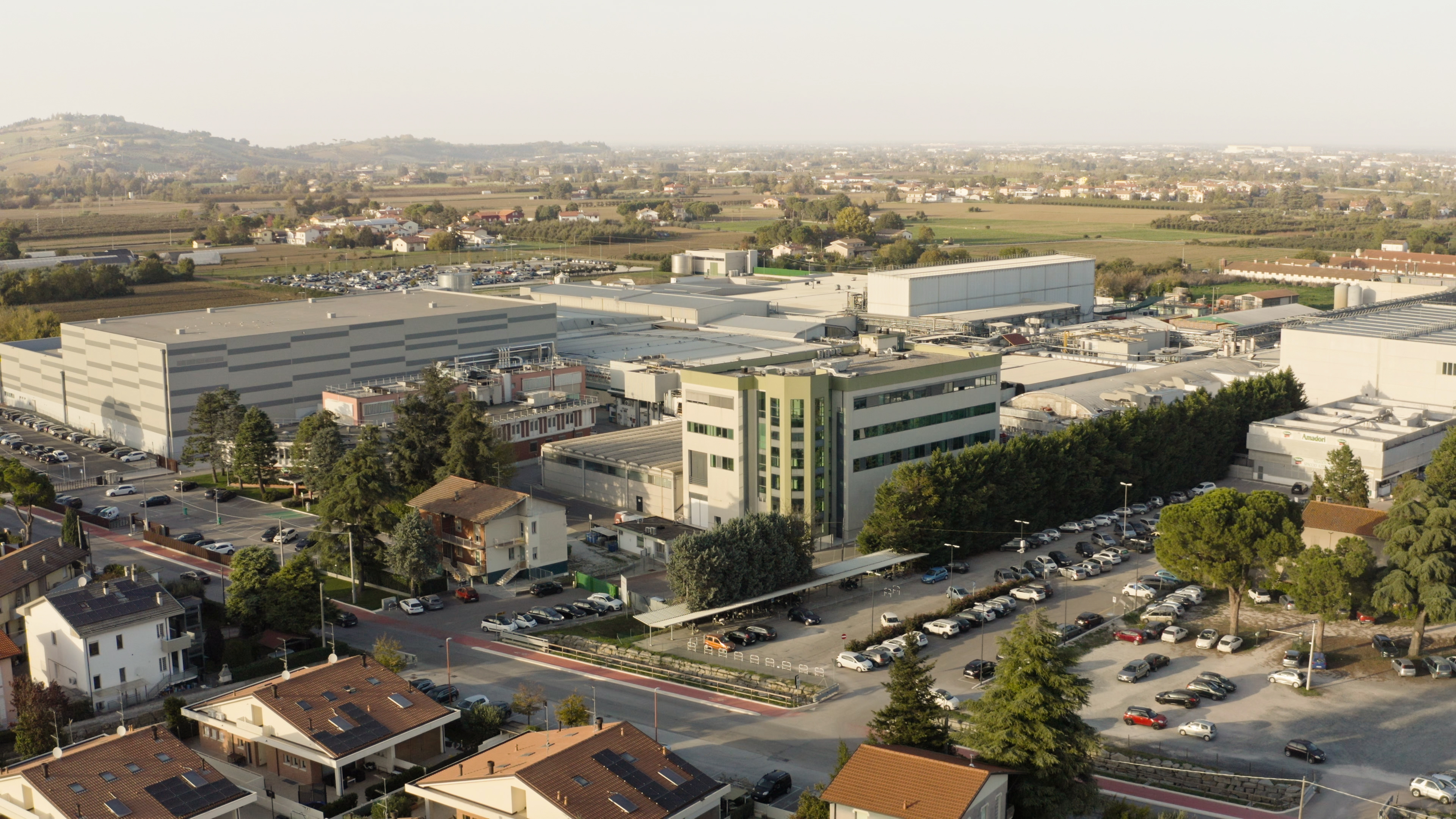
Amadori sede Cesena

L'azienda è stata fondata a Cesena nel 1969 da Francesco e Arnaldo Amadori, allevatori in ambito locale di pollame e animali da cortile. I due fratelli Amadori sono stati titolari di un sistema di filiera messo a punto durante gli anni sessanta, composto da un mangimificio, un incubatoio e impianto di macellazione alimentare.
Negli anni settanta la distribuzione diventa nazionale e nel 1981 nasce un altro polo produttivo in Abruzzo, caratterizzato da una gestione della filiera completa (allevamenti, incubatoi, mangimifici, macellazione e commercializzazione). In questi anni Amadori propone i primi prodotti elaborati e i preparati tipici delle aziende alimentari. Contemporaneamente prendono il via le prime campagne pubblicitarie nazionali.
Negli anni novanta inizia la produzione di impanati nello stabilimento di Mosciano Sant'Angelo (1993) e quella di würstel a Cesena (1998). In questi anni, inoltre, Amadori acquisisce aziende storiche dell'avicoltura italiana: la Cibus a Cazzago San Martino (Brescia), la Avichianti, di Monteriggioni (Siena), specializzata nella produzione di tacchini. Del 2005 è l'acquisizione di un'altra importante azienda del settore, la Del Campo, di Santa Sofia (Forlì-Cesena).

Logo usato tra il 2001 e il 2023

Nel 2001 Amadori inizia in Puglia il progetto Campese, pollo allevato all'aperto e lancia la linea di pollo e tacchino 10+, arricchite negli anni con requisiti aggiuntivi di prodotto, certificati da UnaItalia, Associazione Italiana che promuove le filiere agroalimentari nazionali delle carni avicole e delle uova, di cui Amadori fa parte.
Nell'ultimo decennio Amadori ha sviluppato altre gamme di prodotto dedicate alle nuove tendenze di consumo di carni in Italia, lanciando una serie di prodotti con maggiore contenuto di servizio: la gamma senza glutine, con cui Amadori ha collaborato con l'Associazione Italiana Celiachia, prodotti impanati con carne macinata di pollo e tacchino e non separata meccanicamente, hamburger con verdure e filetti di pollo e una nuova gamma plant-based a base di proteine vegetali.
Nell'aprile 2015 Francesco Amadori lascia il controllo dell'azienda ai figli.Flavio Amadori diventa presidente e Denis Amadori vicepresidente. L'incarico di amministratore delegato è affidato inizialmente a manager esterni. Nel giugno 2018 viene nominato un nuovo Direttore Generale interno al gruppo. Da dicembre 2022 a guidare l’azienda è Denis Amadori, quarto figlio di Francesco Amadori, nominato AD*.
Il 31 gennaio 2017 Arnaldo Amadori, il fratello di Francesco, muore per un infarto in Brasile dove viveva da tempo.
A febbraio 2017 per la linea Il Campese, Amadori introduce il requisito dell'allevamento senza uso di antibiotici, esteso nel 2018 anche alla gamma di pollo 10+ rilanciata sul mercato come Qualità 10+ e che dall'anno successivo include anche il tacchino . Questo tipo di allevamento è normato da un Disciplinare UnaItalia e autorizzato dal Ministero delle politiche agricole alimentari e forestali.
Nel 2018 Amadori ha lanciato la sua filiera del pollo biologico a marchio, per ampliare la gamma di prodotti avicoli di alta qualità. Gli allevamenti biologici Amadori si trovano in Puglia e Basilicata. Dal 2022 anche il pollo BIO Amadori è allevato senza uso di antibiotici.
Nel 2021 l'azienda ha lanciato le "Birbe Pops", che ampliano la gamma dei bocconcini di pollo impanati, uno dei prodotti di maggior successo. Nel 2023 la gamma è stata estesa alle “Birbe Rings”*.
Dal 2017 al 2020, Amadori è stata presente con un chiosco a FICO Eataly World, il parco tematico inaugurato il 15 Novembre 2017 a Bologna. Il menù disponibile era interamente a base di pollo Il Campese.
Nel 2021 Amadori è tornato a partecipare alla fiera Anuga di Colonia, uno dei principali appuntamenti dell’agroalimentare in Europa, per presentare le sue filiere e l’offerta di prodotti tradizionali e innovativi per i mercati esteri, in particolare Europa, stati limitrofi di Africa e Medio Oriente, fino a Hong Kong.
Tra fine 2017 e inizio 2018 l'azienda ha inaugurato a Cesena un nuovo Stabilimento di lavorazione Pollo, un investimento di oltre 45 milioni di euro che ha richiesto 5 anni di lavori fra progettazione e costruzione.
A inizio 2019 l’azienda ha dichiarato di aver messo a regime il rinnovato incubatoio a Bojano (Campobasso) e di aver dato seguito a investimenti per 16 milioni di euro per il rilancio della filiera avicola Molisana.
A giugno 2019 il gruppo ha presentato i piani di bilancio 2018 e ha dichiarato un fatturato complessivo di 1.255 milioni di euro (+3,8% rispetto al 2017) risultati legati a un piano di investimenti di oltre 200 milioni di euro tra 2015 e 2018.
In occasione della presentazione del bilancio 2018, è stato reso noto che Francesco Berti, dopo essere stato nominato nel 2018 Direttore Generale, ha assunto ufficialmente l’incarico di Amministratore Delegato del Gruppo Amadori.
Nel giugno 2021 Amadori ha presentato il fatturato consolidato 2020, pari a 1.232 milioni di euro e ha annunciato un nuovo piano di investimenti per oltre 500 milioni di euro in 5 anni, di cui 80 milioni investiti nel 2020, per raggiungere nuovi obiettivi di sostenibilità economica, sociale ed ambientale lungo tutta la sua filiera integrata.
Dal 2014 Amadori ha inoltre lanciato una linea di abbigliamento, Amadori Original, formata da t-shirt, felpe e altri accessori, dedicati agli stessi dipendenti dell'azienda.
L’azienda ha all’attivo diverse partnership a sostegno del mondo dello sport: dal 2018 al 2020 è stata main partner della squadra di basket Tigers Cesena.
Nell’agosto 2020 è stata annunciata la nascita del progetto di cultura alimentare “Amadori Alimenta lo Sport” e la partnership con il CONI e l’Italia Team, in previsione dei Giochi Olimpici di Tokyo 2020, posticipati al luglio 2021 a causa della pandemia da Covid-19.
Tra fine 2021 e inizio 2022 Amadori ha pubblicato il suo primo Report di Sostenibilità e ha lanciato il sito web www.sostenibilita.amadori.it che illustra gli highlights della rendicontazione, presentando i differenti ambiti di intervento di Amadori nell’ambito della sostenibilità.
A inizio 2022 Amadori e la Famiglia Lenti hanno annunciato la conclusione di un’operazione per il passaggio al Gruppo Amadori del 100% di Rugger S.p.a., prosciuttificio di Santena (TO) specialista nella cottura delle carni e proprietario del marchio storico Lenti. Rugger Spa è stata fondata nel 1935 dalla Famiglia Lenti ed anche grazie alla guida di Ruggero Lenti – già Presidente di Assica – oggi, uno dei fiori all’occhiello della produzione nazionale di cotti, arrosti, preaffettati e specialità a base di carne. 
Nel maggio 2022, Amadori lancia la sua prima gamma di prodotti plant-based “Ama, Vivi e Gusta”, che segna l’ingresso del gruppo nel mercato, in grande ascesa, delle proteine verdi a base vegetale. I primi tre prodotti lanciati sono le Birbe veggy, la cotoletta veggy e il veggy burger.
A novembre 2022, Amadori S.p.A. e l'AD Francesco Berti comunicano la conclusione del rapporto di collaborazione. Denis Amadori, presidente di Gesco, assume la guida operativa della società.
A maggio 2023 Amadori presenta il nuovo logo aziendale, rinnovato dopo 22 anni, e lancia la nuova campagna di comunicazione “Gente che Ama”.
A giugno Amadori partecipa per la prima volta a “Rimini Wellness” la principale fiera del settore in Italia e continua il suo progetto di comunicazione di cultura alimentare. A settembre l’azienda entra a far parte del Consorzio di aziende “Italia del Gusto” e partecipa di nuovo alla fiera Anuga.
Nel mese di ottobre, viene comunicata la partnership industriale strategica con Forno d’Oro. Amadori entra al 70% nel capitale dell’azienda vicentina specializzata nella lavorazione e produzione di elaborati avicoli di alta gamma.
A marzo 2024 l’azienda partecipa per la prima volta insieme a Italia del Gusto a FOODEX, principale fiera del settore in Asia, che si svolge a Tokyo. Continua il progetto di comunicazione che promuove la corretta alimentazione e conferma la propria partecipazione a Rimini Wellness, come Food Partner ufficiale dell’evento.
Amadori diventa anche partner di Deejay Ten, manifestazione podistica organizzata da Radio Deejay. A metà luglio l’azienda presenta i risultati di Bilancio 2023, che consolidano il gruppo ai vertici del comparto agroalimentare italiano. L’azienda comunica di avere varato il nuovo Piano strategico 2024 - 2028 per diventare una “Protein Company” italiana, sostenibile e innovativa.

## Controversie
L'azienda è stata oggetto di forti critiche in seguito alla messa in onda, il 29 maggio 2016, della puntata "Resistenza passiva" del noto programma televisivo Report. Un filmato girato all'interno di un allevamento di suini di proprietà di una società parte del gruppo Amadori, situato in Romagna, mette in mostra le condizioni in cui si trovano gli animali in quell'allevamento: allevati in spazi angusti, feriti, sofferenti e in presenza di topi. In un altro filmato è visibile un dipendente che urina all'interno di un allevamento avicolo. La direzione aziendale, il giorno successivo alla messa in onda del servizio ha rilasciato un comunicato stampa in cui sostiene che "le immagini fossero state girate sei mesi prima in una struttura datata", assicurando indagini per individuare e sottoporre a provvedimenti l'operatore e biasimando la troupe di Report, entrata illegalmente nello stabilimento per filmare. A questo comunicato è seguita una nota di Report che ha rivendicato la legittimità dell'operato della sua troupe, la quale, avuta notizia delle condizioni dell'allevamento, ha ritenuto di agire in quella maniera per diritto di cronaca e di informazione dei consumatori, ma solo dopo aver ricevuto il rifiuto dell'azienda alla richiesta di poter filmare un allevamento di loro proprietà.
Nell’estate 2019 la vicenda processuale si è conclusa con il patteggiamento e il pagamento di un'ammenda da parte degli imputati. L’azienda nel febbraio 2020, a seguito di comunicazione da parte di associazioni animaliste, ha pubblicato sul proprio sito una nota con la posizione ufficiale in merito alla conclusione della vicenda.

## Prodotti
- "Il Campese", pollo allevato all'aperto senza uso di antibiotici con alimentazione vegetale (senza grassi e farine di origine animale) e no OGM, 100% Italiano a tracciabilità garantita e lavorato solo con fonti di energia rinnovabile.[43]
- Qualità 10+, pollo e tacchino allevato senza uso di antibiotici con alimentazione vegetale  (senza grassi e farine di origine animale) e no OGM.
- BIO - La linea BIO, pollo allevato senza uso di antibiotici e alimentato con mangimi da agricoltura biologica.
- Impanati
- Specialità crude
- Specialità Cotte
- Specialità pronte
- Arrosti
- Wurstel
- Surgelati
- Prodotti senza glutine
- Uova - di vario tipo
- Prodotti plant-based

## Pubblicità
Il primo spot televisivo Amadori è andato in onda nel 1979.
Nel 1996 l'attore romagnolo Maurizio Ferrini è testimonial dello spot "Amadori, per veri amatori" con la regia di Daniele Luchetti.
Nel 1999 Francesco Amadori è apparso per la prima volta negli spot dell'azienda, e nel 2000, con lo spot firmato da Alessandro D'Alatri, nasce lo slogan "Parola di Francesco Amadori" diventato un claim fondamentale nelle campagne pubblicitarie dell'azienda. Dal 2010 la "Parola di Francesco Amadori" passa ad altri testimonial, in particolare la coppia "Marta e Marco", composta da Teresa Mannino e Valerio Morigi, e in seguito ad una famiglia dove ricompare l'imprenditore.
Le campagne pubblicitarie successive sono caratterizzate dallo slogan "Ci siamo ispirati a voi", nome del sito web dedicato che l'azienda ha creato per spiegare ai consumatori l'origine dei prodotti e la gestione della filiera integrata Amadori.
Le ultime campagne pubblicitarie realizzate in TV da Amadori sono state dedicate alle filiere Qualità 10+, ai prodotti impanati e alla filiera Il Campese. Nei nuovi spot viene lanciato il nuovo slogan “Parola di Amadori”.
Nel 2023 Amadori torna in comunicazione con il nuovo posizionamento pubblicitario “Amadori, Gente che Ama”. La nuova campagna esprime la filosofia e i valori dell’azienda che, partendo dal fondatore, da oltre 50 porta sulle tavole degli italiani prodotti buoni e gustosi. Nello spot, che descrive la filiera integrata e segna il debutto in TV del nuovo logo Amadori, vengono coinvolti come attori anche alcuni collaboratori della stessa azienda.

## Dati economici
Nel 2023 il fatturato complessivo ammonta a 1.780 milioni di euro, EBITDA a 126 milioni, patrimonio netto a 377 milioni.